# Лармер, Стив
Стивен Дональд Лармер (англ. Steven Donald Larmer; род. 16 июня 1961) — бывший канадский профессиональный хоккеист, нападающий.
Стив играл в НХЛ за «Чикаго Блэкхокс» и «Нью-Йорк Рейнджерс». В 1983 году Лармер получил Колдер Трофи. С 1982 по 1993 Лармер провёл 884 игры подряд за «Чикаго Блэкхокс», что является рекордом по количеству игр подряд за одну команду в НХЛ. В 1994 году контракт нападающего с клубом закончился, и серия прекратилась — Лармеру так и не удалось побить рекорд Дуга Джарвиса (964 матча в регулярных сезонах НХЛ подряд). Стив был выбран для игры в Питтсбурге в матче всех звёзд НХЛ 1990, а год позднее сыграл в матче всех звёзд 1991 в Чикаго. С Рейнджерс в 1994 году Стивен выиграл Кубок Стэнли,  а в своём последнем сезоне — 1994/1995 сыграл и свою тысячную игру и набрал тысячное очко (если считать, по североамериканской традиции, только по регулярным первенствам).
Лармер был в составе канадской сборной на Кубке Канады 1991, и на турнире стал лучшим снайпером (6 голов), а по набранным очкам проиграл лишь Уэйну Гретцки.
Младший брат Стива — Джефф (род. 1962) — также хоккеист, в НХЛ провёл 163 матча с учётом плей-офф.

## Статистика
| Легенда | Легенда                    | Легенда | Легенда                   | Легенда | Легенда    |
| ------- | -------------------------- | ------- | ------------------------- | ------- | ---------- |
| И       | Количество проведённых игр | Штр     | Штрафное время            | +/−     | Плюс-минус |
| Г       | Голы                       | П       | Голевые передачи          | О       | Очки       |
| -       | Статистика неизвестна      | —       | Статистика не учитывалась |         |            |